# Condado de Vinatesa
El Condado de Vinatesa es un título nobiliario español creado el 27 de julio de 1912 por el rey Alfonso XIII a favor de Miguel Agelet y Besa, Senador del Reino, Diputado a Cortes, etc.

## Condes de Vinatesa
|                           | Titular                   | Periodo                   |
| Creación por Alfonso XIII | Creación por Alfonso XIII | Creación por Alfonso XIII |
| ------------------------- | ------------------------- | ------------------------- |
| I                         | Miguel Agelet y Besa      | 1912-1915                 |
| II                        | José Agelet y Garrell     | 1916-1919                 |
| III                       | Alfonso Agelet y Pagán    | 1919-1983                 |
| IV                        | Joan Agelet y Goma        | 1987-actual titular       |

## Historia de los Condes de Vinatesa
- Miguel Agelet y Besa (1845-1915), I conde de Vinatesa.

1. Casó con Ramona Garrell Viladot.
2. Casó con Estrella Pagán y Morera. Le sucedió, en 1916, su hijo:

- José Agelet y Garrell, (1879-1919), II conde de Vinatesa. Le sucedió su hermano de padre:

- Alfonso Agelet y Pagán (1913-1983), III conde de Vinatesa.

1. Casó con Elena Martínez León. Le sucedió, en 1987:

- Joan Agelet y Goma (n. en 1948), IV conde de Vinatesa.

1. Casó con Sagrario Fernández Graell.